# Софія Алі
Софія Тейлор Рамсейєр Алі (народилася 7 листопада 1995 року ) — американська актриса. Вона найбільш відома своєю роботою в романтичних комедійних серіалах MTV Faking It, медичних драматичних серіалах ABC «Анатомія Грей» та The Wilds.

## Раннє життя
Алі народилася 7 листопада 1995 року в Сан-Дієго, штат Каліфорнія, у пакистанського батька Асіма Алі та матері- американки Брук Алі.

## Кар'єра
У 2003 році вона дебютувала в телешоу K Street. Пізніше Алі отримала інші ролі в різноманітних телешоу та фільмах, включаючи Faking It, Shake It Up, CSI: Miami, Місіонер і Famous in Love.
У 2022 році Алі знялася в ролі Хлої Фрейзер у фільмі Uncharted.

## Фільмографія

### Фільм
| Рік      | Назва                         | Роль                    | Примітка |
| -------- | ----------------------------- | ----------------------- | -------- |
| 2007 рік | Місіонер                      | Американський індіанець |          |
| 2008 рік | Аутсайдери                    | Дівчина № 1             |          |
| 2015 рік | Ходячий покійник              | Бруклін                 | [ 3 ]    |
| 2016 рік | Кожному своє                  | Співмешканка Беверлі    |          |
| 2016 рік | Мононуклеоз                   | Брук                    |          |
| 2017 рік | Bad Kids of Crestview Academy | Віра Джексон            | [ 4 ]    |
| 2018 рік | Правда або дія                | Пенелопа Амарі          |          |
| 2021 рік | Індія, солодощі та спеції     | Алія Капур              |          |
| 2022 рік | Uncharted: Незвідане          | Хлоя Фрейзер            |          |
| TBA      | F*** Сталося                  | Моллі                   |          |

### Телебачення
| Рік            | Назва                | Роль               | Примітка                                            |
| -------------- | -------------------- | ------------------ | --------------------------------------------------- |
| 2006 рік       | Барні та друзі       | Самостійне         | Повторювана роль; 3 серії та короткометражні фільми |
| 2010 рік       | Потанцюймо           | Таша               | Епізод: «Фрикаделька»                               |
| 2011 рік       | CSI: Маямі           | Саманта Дауні      | Епізод: «Стоменний холод»                           |
| 2012 рік       | Мелісса і Джоуі      | Скарлетт           | Епізод: «Все в моєму бізнесі»                       |
| 2014 рік       | Тиран                | Самира Надаль      | Епізод: «Пілот»                                     |
| 2016 рік       | Симуляція            | Сабріна            | Повторювана роль; 5 епізодів                        |
| 2017 рік       | Проект Мінді         | Парваті            | Епізод: «Нехай з тобою буде розлучення»             |
| 2017–2019 роки | Анатомія Грей        | Доктор Далія Кадрі | Повторювана роль; 27 серій                          |
| 2018 рік       | Мік                  | Олексій            | Епізод: «Сік»                                       |
| 2018 рік       | Популярна і закохана | Джоані             | 4 епізоди                                           |
| 2020 рік       | The Wilds            | Фатін Джадмані     | Головна роль                                        |

### Інтернет
| Рік      | Назва                 | Роль               | Примітка  |
| -------- | --------------------- | ------------------ | --------- |
| 2016 рік | Дівчина, що зникає    | Леоне              | 2 епізоди |
| 2018 рік | Анатомія Грея: B-Team | Доктор Далія Кадрі | 3 епізоди |